# Dmitry Zhilinsky
Pour les articles homonymes, voir Zhilinsky.
Dmitry Zhilinsky (Дмитрий Дмитриевич Жилинский; (25 mai 1927 – 29 juillet 2015) était un peintre, graphiste et professeur d'art soviétique et russe, auteur d'articles et d'ouvrages sur l'art et l'histoire de l'art. Il était célèbre pour ses portraits de la reine Margrethe II et du roi Frédéric X du Danemark, alors prince héritier.

## Biographie
Dmitry Zhilinsky est le descendant du grand peintre russe Valentin Serov, en tant que petit-fils direct de la sœur de Serov, Nadejda (1879–1951), dont le fils Dmitry (1900–1938) est devenu le père de Zhilinsky.
En 1937, le père de Zhilinsky, Dmitri, fut arrêté comme « ennemi du peuple soviétique » et fusillé. En 1944, son frère aîné, Vassili, conscrit dans l'armée soviétique, fut blessé au combat et mourut. Pour sauver Dmitri Zhilinsky de la famine et lui offrir une éducation, sa mère l'envoya à Moscou chez la cousine de sa grand-mère, la peintre Nina Simonovitch-Efimova (1877-1948), et chez son mari, le sculpteur Ivan Efimov. Ces derniers vivaient à Novogireevo, en banlieue de Moscou, dans une maison construite par les artistes eux-mêmes et possédaient un jardin où ils pouvaient cultiver des légumes pour se nourrir. Zhilinsky survécut ainsi à la guerre et s'inscrivit à l'Institut d'art de Moscou, nommé d'après V. I. Sourikov. Ses mentors furent Nikolaï Tchernychev, Pavel Korine et Alexeï Gritsaï. Son principal enseignement artistique lui est finalement venu du « cercle d'artistes indépendants de Novogireevo » dirigé par Vladimir Favorsky, Dmitry Shakhovskoy, Ivan Efimov et Nina Efimova, Lev Kardashov et Lyudmila Kardashova.

## Toiles sélectionnées

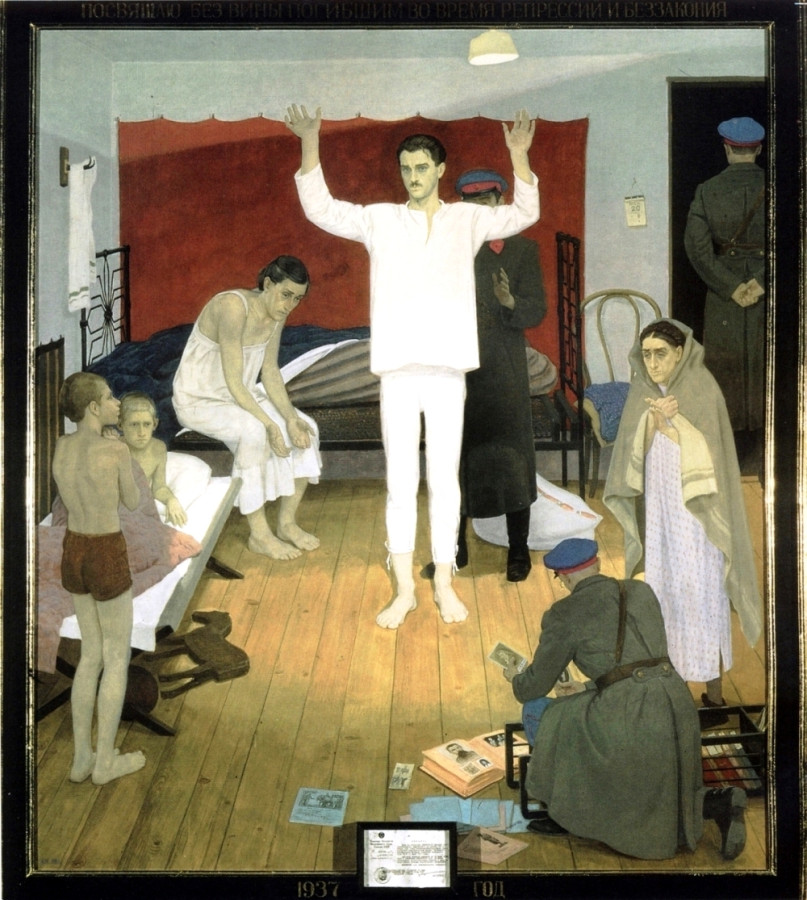
Arrestation du ma père en 1937
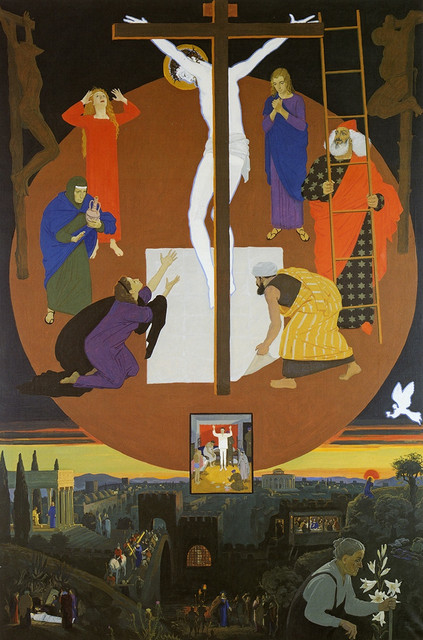
Dios con nosotros, 1991
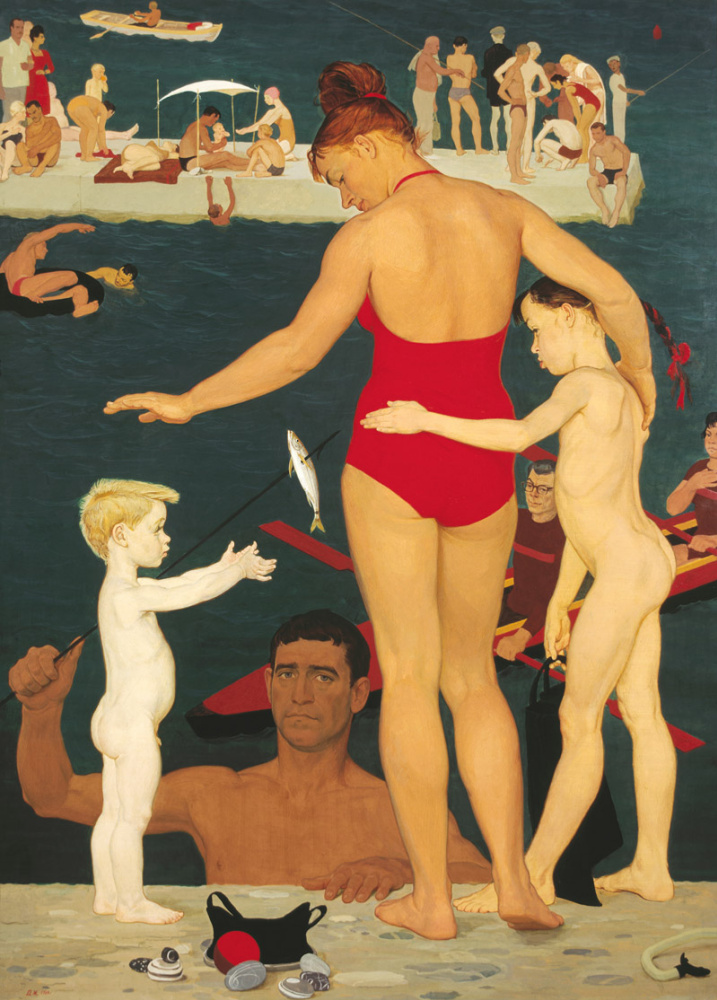
Famille en mer, 1964
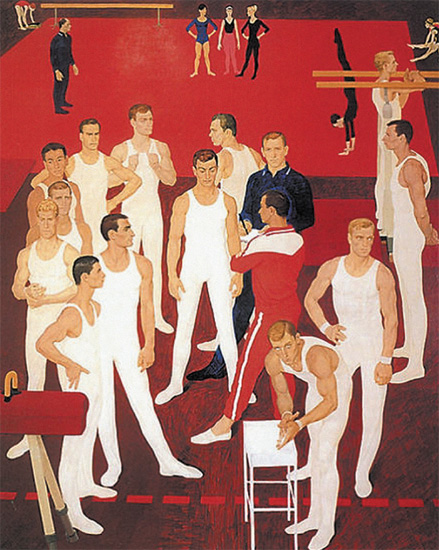
Gymnastes d'URSS, 1964
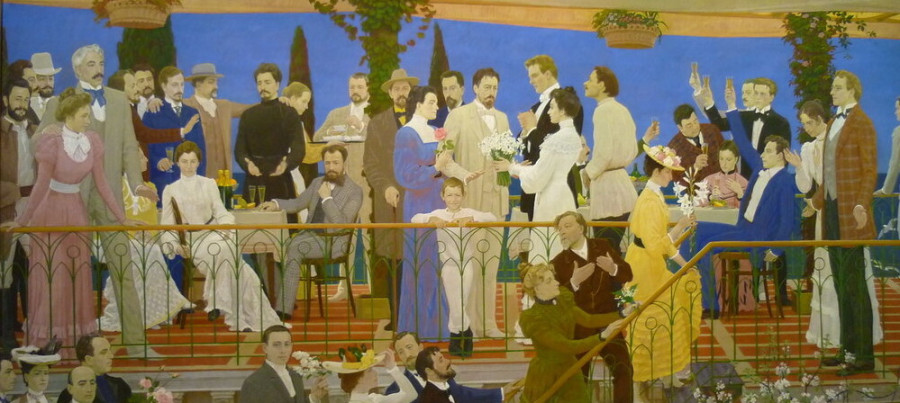
Art Theatre artists coming to Anton Chekhov to Yalta, 1996
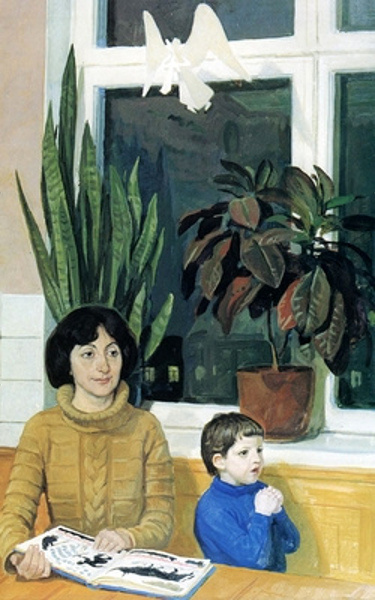
Portrait de l'épouse Venera et de son fils Kolya
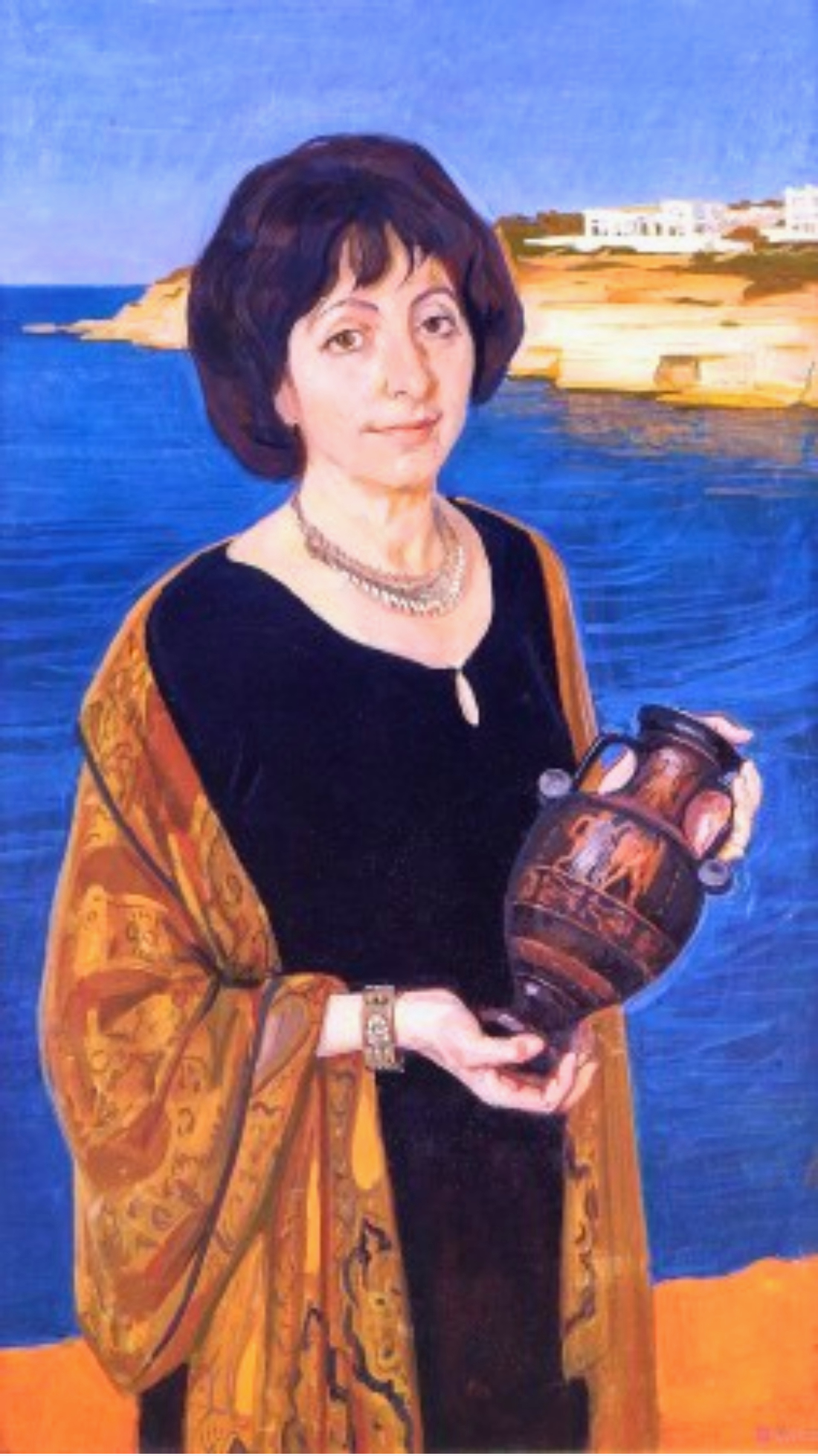
Venera Zhilinskaya en Grèce avec une amphore antique